# Cantone di Mont-Saint-Vincent
Il Cantone di Mont-Saint-Vincent era una divisione amministrativa dell'arrondissement di Chalon-sur-Saône.
È stato soppresso a seguito della riforma complessiva dei cantoni del 2014, che è entrata in vigore con le elezioni dipartimentali del 2015.
Comprendeva i comuni di:
- Genouilly
- Gourdon
- Marigny
- Mary
- Mont-Saint-Vincent
- Le Puley
- Saint-Clément-sur-Guye
- Saint-Micaud
- Saint-Romain-sous-Gourdon
- Vaux-en-Pré